# Micropylaire buis
De micropylaire buis is een uitgegroeide micropyle of kiemopening, zoals die voorkomt bij de tot de naaktzadigen behorende orde van de Gnetales (met Welwitschia, Ephedra en Gnetum). 
Op de micropylaire buis wordt een kleverige pollinatiedruppel naar buiten toe afgescheiden, zodat de stuifmeelkorrels uit de lucht kunnen worden opvangen. Dit wordt het "druppelmechanisme" van de bestuiving genoemd.

botanische tekeningen
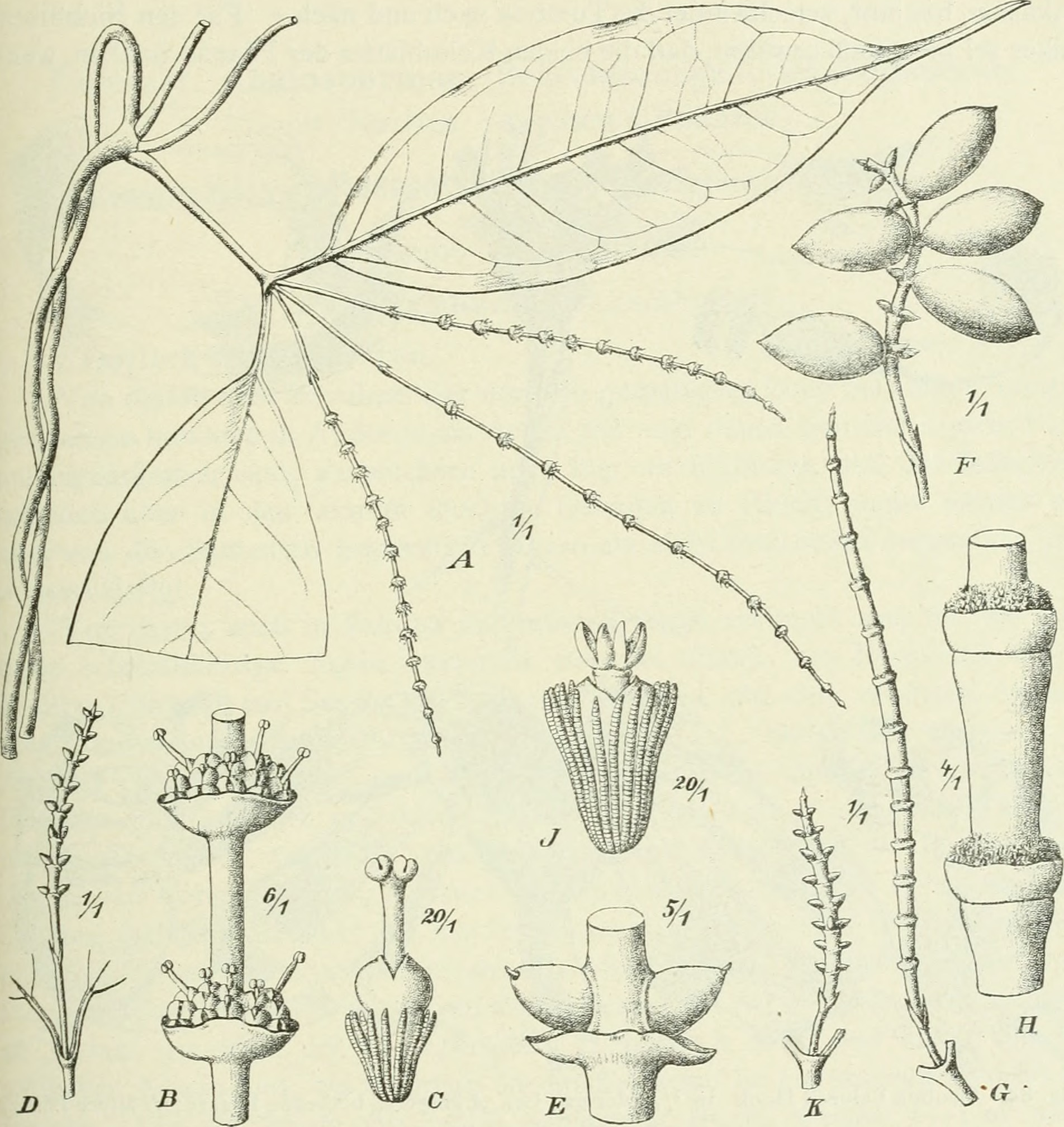
Gnetum gnemon (zie E)
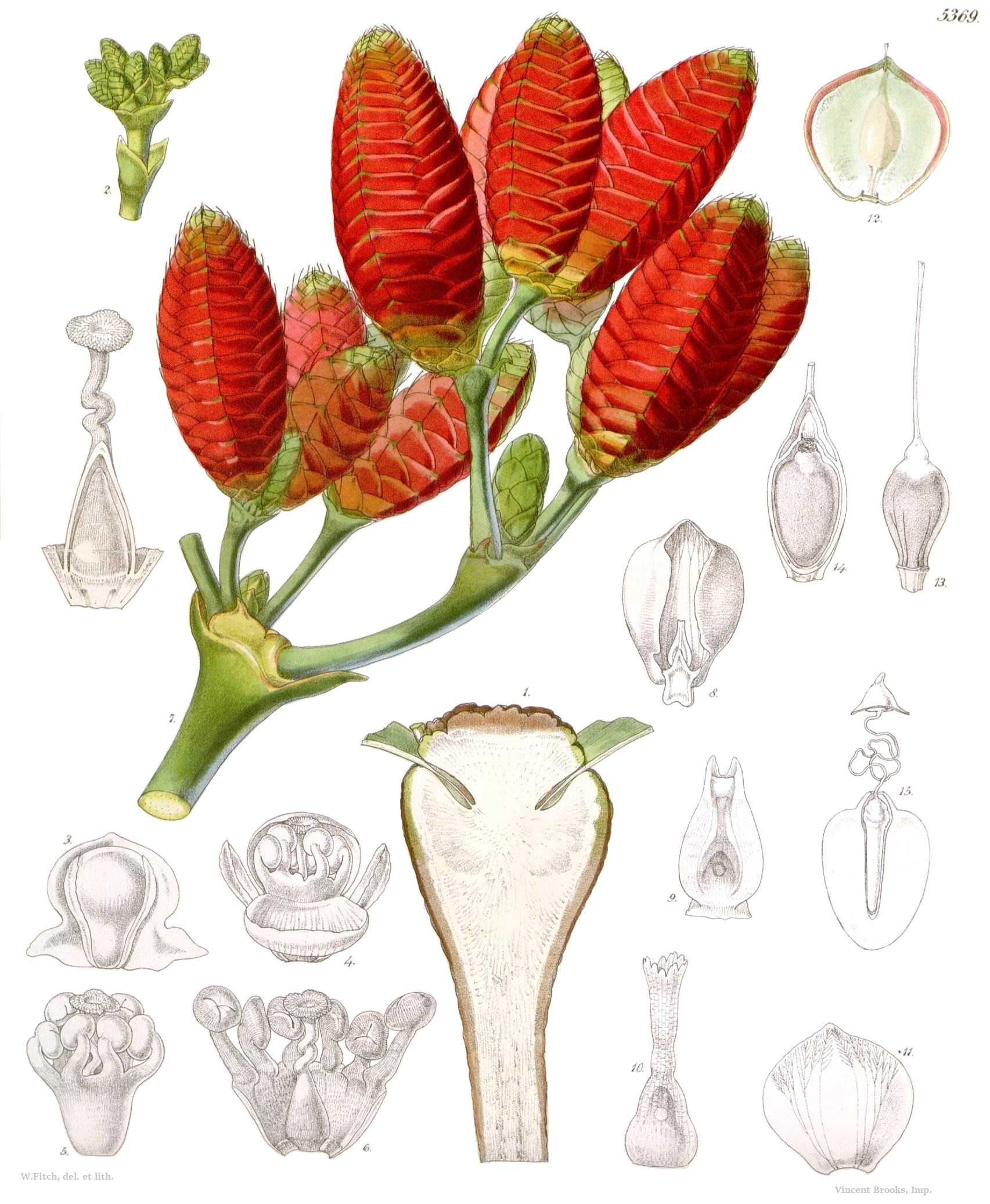
Welwitschia mirabilis (zie 13)
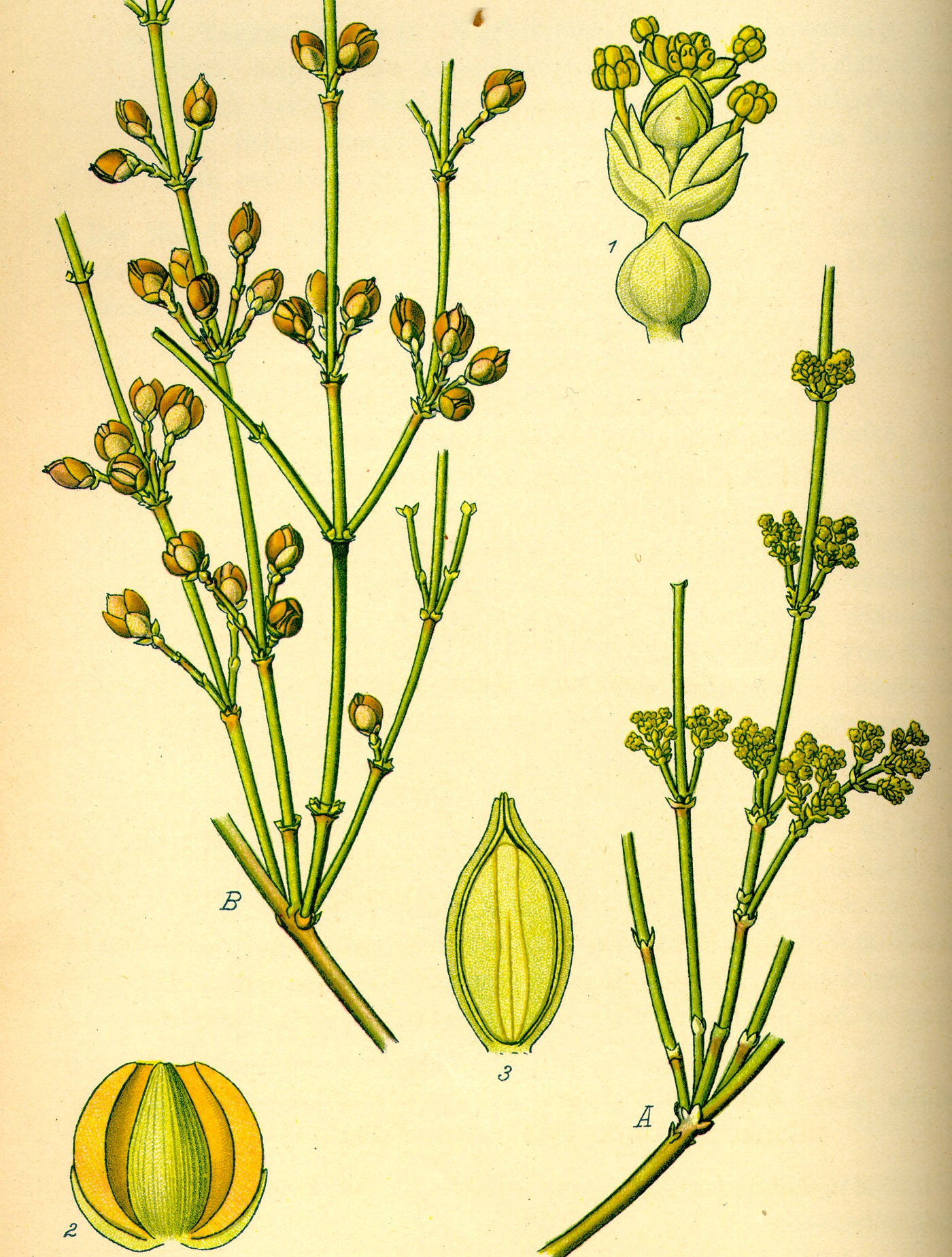
Ephedra distachya (zie 3)

## Beschrijving
De vrouwelijke "bloemen" bij de Gnetales hebben een enkele, rechtopstaande zaadknop, waarvan de nucellus (macrosporangium) is omgeven door twee of drie omhulsels: twee integumenten en een "periant". Een micropyle is de opening van het binnenste integument (of zaadvlies) dat de nucellus omgeeft. Deze micropyle groeit bij de Gnetales uit tot een lange micropylaire buis, waardoorheen een druppel vocht naar buiten wordt gevormd, zodat stuifmeelkorrels in de lucht opgevangen kunnen worden  (druppelmechanisme). Bij indrogen van deze "pollinatiedruppel" worden de stuifmeelkorrels naar binnen gezogen, waarna de bevruchting kan plaatsvinden.